# URW++
URW ++(Design and Development GmbH)는 독일 함부르크에 본사를 두고있는 서체 파운드리이다.
1972년에 창립된 URW의 계승회사이다. URW ++는 오픈 소스 글꼴 및 비즈니스용 사용자 정의 글꼴을 디자인하는 디지털 글꼴 기술의 선도적인 개발 업체가 되었다.

## 활자체
URW에서 만든 글꼴에는 다음과 같은 것이 있다.
- Nimbus 글꼴 패밀리
- URW Bookman L 및 URW Gothic L과 같은 고스트스크립트 글꼴

## 같이 보기
- 데쟈뷰 폰트

## 참고
- Karow, Peter (1998). “Two decades of typographic research at URW: A retrospective”. 《Electronic Publishing, Artistic Imaging, and Digital Typography. 7th International Conference on Electronic Publishing, EP'98 Held Jointly with the 4th International Conference on Raster Imaging and Digital Typography, RIDT'98 St. Malo, France, March 30 – April 3, 1998 Proceedings》. Lecture Notes in Computer Science. 1375: 265–280. doi:10.1007/BFb0053276. ISBN 978-3-540-64298-5.